# Estado Mayor de Campo del Revvoensoviet
El Estado Mayor de Campo del Revvoensoviet (ruso: Полевой штаб Реввоенсовета Республики)  fue el órgano operacional supremo del Ejército Rojo desde 1918 hasta 1921. Su función era la de organización de apoyo logístico al Ejército Rojo.
Originalmente se denominó “Estado Mayor del Revvoensoviet”, convirtiéndose el 8 de noviembre de 1918 a “Estado Mayor de Campo del Revvoensoviet”.

## Funciones
Las misiones del Estado Mayor de Campo del Revvoensoviet fueron principalmente logísticas, entre las principales:
- Apoyo operativo
- Administración de suministros
- Inventario
- Transporte centralizado de tropas
- Control de campos de aviación
- Administración e inspección de infantería
- Administración e inspección de caballería (desde 1919)
- Administración e inspección de artillería (desde 1920)
- Administración e inspección de ingenieros (desde 1920)
- Administración e inspección de blindados (desde 1920)
- Economía militar
- Administración médico-sanitaria

## Reforma de 1921
El Estado Mayor de Campo del Revvoensoviet deja de existir, siendo refundido con el Vseroglavshtab (Всероссийский главный штаб, Estado Mayor Supremo Panruso) en un único Estado Mayor del Ejército Rojo el 10 de febrero de 1921.

## Jefes
- N.I. Ráttel (Н. И. Раттэль) del 6 de septiembre a 21 de octubre de 1918.
- F.V. Kostyáiev (Ф. В. Костяев) de 21 de octubre de 1918 a 18 de junio de 1919.
- M.D. Bonch-Bruiévich (М. Д. Бонч-Бруевич) de 18 de junio a 22 de julio de 1919.
- P.P. Lébedev (П. П. Лебедев) de 22 de julio de 1919 a 10 de febrero de 1921.

## Comisarios Militares
- V.G. Sharmánov (В. Г. Шарманов) de 7 de septiembre a 24 de octubre de 1918

- K.F. Fóminov (К. Ф. Фоминов) de 7 de septiembre a 24 de octubre de 1918
- S.I. Arálov (С. И. Аралов) de 24 de octubre de 1918 a 15 de junio de 1919.
- S.I. Gúsev (С. И. Гусев) de 15 de junio de 1919 a 4 de diciembre de 1919
- D.I. Kurski (Д. И. Курский) de 4 de diciembre de 1919 a 7 de septiembre de 1920.
- K.J. Danishevski (K. Х. Данишевский) de 7 de septiembre de 1920 a 10 de febrero de 1921.

- Datos: Q4369682